# Episodi di Bleach (seconda stagione)

Eyecatch di Bleach durante la seconda stagione

La seconda stagione dell'anime Bleach si intitola saga della Soul Society: Infiltrazione (BLEACH 尸魂界潜入篇?, Burīchi: Sōru Sosaeti sennyū hen) ed è composta da ventuno episodi, dal ventuno al quarantuno. La regia delle puntate è di Noriyuki Abe e sono prodotte da TV Tokyo, Dentsu e Pierrot. Gli episodi sono adattati dal manga omonimo di Tite Kubo e corrispondono agli eventi narrati dal capitolo 71 al 117. In questa stagione viene raccontato il viaggio di Ichigo Kurosaki e dei suoi compagni nella Soul Society per salvare la Shinigami Rukia Kuchiki da una imminente esecuzione. La seconda stagione è andata in onda in Giappone dal 1º marzo 2005 al 19 luglio 2005 su TV Tokyo.
La seconda stagione di Bleach utilizza cinque sigle: due di apertura e tre di chiusura. La sigla di apertura per i primi cinque episodi è Asterisk degli Orange Range, per i rimanenti è stata usata D-tecno Life degli Uverworld La sigla di chiusura per i primi episodi è Thank You!! degli Home Made Kazoku, dall'episodio 26 al 38 è stata usata Hōkiboshi (ほうき星? lett. "Stella cometa") di Younha ed infine dall'episodio 39 in poi è stata usata happypeople degli Skoop on Somebody.
In Italia è stata pubblicata il 24 maggio 2021 su Prime Video.

## Lista episodi
| Nº | Titolo italiano Giapponese 「Kanji」 - Rōmaji | In onda        | In onda        |
| Nº | Titolo italiano Giapponese 「Kanji」 - Rōmaji | Giapponese     | Italiano       |
| 21 | Ingresso nel mondo degli Shinigami! 「突入！死神の世界」 - Totsunyū! Shinigami no sekai | 1º marzo 2005  | 24 maggio 2021 |
| 21 | Ichigo, Uryū, Orihime, Chad e Yoruichi riescono, seppur con qualche difficoltà, a superare lo spazio tra il regno dei vivi e la Soul Society, arrivando nella parte esterna di questa, il Rokungai, che accoglie gli spiriti ordinari. Il luogo dove vivono gli Shinigami e dove Rukia è stata imprigionata è il Seireitei, ma ad impedire loro l'ingresso c'è Jidanbō, il colossale guardiano del cancello della via bianca. Nonostante la differenza di dimensioni, Ichigo in breve tempo sconfigge il gigante, che decide di aprire loro il cancello. Dall'altra parte di questo trovano però ad aspettarli il capitano della Terza Divisione, Gin Ichimaru. |                |                |
| 22 | L'uomo che odia gli Shinigami 「死神を憎む男」 - Shinigami o nikumu otoko | 8 marzo 2005   | 24 maggio 2021 |
| 22 | Ichimaru ferisce Jidanbō e rispedisce Ichigo e compagni dall'altra parte del cancello, che si richiude. Mentre Orihime si prende cura del gigante, Chad viene riconosciuto da Shibata, il bambino la cui anima aveva preso dimora nel pappagallo. Yoruichi afferma che per entrare nel Seireitei, ora che non possono più passare per il cancello, hanno bisogno dell'aiuto di Kūkaku Shiba. Ichigo fa conoscenza con Ganju, che non appena riconosce i suoi vestiti da Shinigami dichiara di odiarlo; lo scontro che inizia subito dopo viene prontamente interrotto dagli scagnozzi di Ganju, che gli ricordano di essere attesi da sua sorella. |                |                |
| 23 | Quattordici giorni all'esecuzione di Rukia 「ルキア処刑、14日前」 - Rukia shokei, jūyokka mae | 15 marzo 2005  | 24 maggio 2021 |
| 23 | Renji comunica a Rukia che la sua esecuzione sarà anticipata di dieci giorni e che deve essere trasferita nella torre della penitenza. Yoruichi e gli altri raggiungono la casa di Kūkaku Shiba, che accetta di aiutarli e presenta loro suo fratello Ganju. Prima di lasciarla nella torre, Renji rivela a Rukia che Ichigo e altre quattro persone sono entrate nella Soul Society, quindi viene avvicinato da Sōsuke Aizen, capitano della Quinta Divisione, che gli chiede se secondo lui la sentenza di Rukia non sia eccessiva; in quel momento, viene convocato un incontro di emergenza di tutti i capitani. Ganju e Ichigo riprendono immediatamente il loro scontro, ma vengono fermati con la forza da Kūkaku che in seguito spiega a tutti che li farà entrare nel Seireitei attraverso il cielo, usando il suo cannone per i fuochi d'artificio. |                |                |
| 24 | L'adunata delle tredici compagnie 「結集！護廷13隊」 - Kesshū! Gotei jūsantai | 22 marzo 2005  | 24 maggio 2021 |
| 24 | Kūkaku spiega che per superare la barriera attorno al Seireitei è necessario usare una "sfera dello spirito", in grado di formare un'altra barriera che può attraversare la prima. Al contrario dei suoi compagni, Ichigo ha seri problemi ad incanalare la sua energia spirituale nella sfera e ci riesce solo dopo aver seguito i consigli di Ganju. Durante l'assemblea dei capitani, viene chiesto ad Ichimaru come mai abbia fallito nell'eliminare gli intrusi ma, prima che la questione si possa chiarire, un allarme informa tutti che qualcuno sta entrando nel Seireitei. |                |                |
| 25 | Sfondamento diretto con un cannone gigante?! 「巨大砲弾で中央突破?」 - Kyodai hōdan de chūō toppa? | 29 marzo 2005  | 24 maggio 2021 |
| 25 | Ganju racconta della morte di suo fratello, luogotenente del Gotei 13, per mano di uno dei suoi compagni Shinigami e decide di entrare nel Seireitei insieme agli altri per capire come mai suo fratello, anche in punto di morte, fosse ancora legato ai suoi compagni. Viene effettuato il lancio tramite un incantesimo diviso in due parti, la prima recitata da Kūkaku, la seconda da Ganju all'interno della sfera dello spirito, ma, a causa dello scarso controllo di Ichigo sul suo potere, Ganju commette un errore. Il capitano della decima brigata, Tōshirō Hitsugaya, assiste al confronto tra Aizen ed Ichimaru sulle scuse di quest'ultimo per non aver ucciso gli intrusi. La sfera spirituale, anche se instabile, riesce a penetrare nella barriera attorno al Seireitei ma si rompe subito dopo, causando la dispersione del gruppo. |                |                |
| 26 | Formazione! Il peggiore abbinamento 「結成! 最悪のタッグ」 - Kessei! Saiaku no taggu | 5 aprile 2005  | 24 maggio 2021 |
| 26 | In un modo o nell'altro, tutti i componenti del gruppo riescono ad atterrare senza danni. Ichigo e Ganju si trovano subito di fronte Ikkaku Madarame e Yumichika Ayasegawa. Mentre Yumichika rincorre Ganju, Ikkaku combatte contro Ichigo e, dopo aver saputo che il ragazzo si è allenato con Urahara, usa lo Shikai della sua spada, trasformandola in una lancia che si separa in tre sezioni; in questo modo riesce a ferire Ichigo ad un braccio. Ganju, rincorso da Yumichika, si trova di fronte ad un grande pozzo che un tempo serviva come terreno di esecuzione, ma riesce a sfuggire usando vari trucchi, tra cui una seconda sfera dello spirito. |                |                |
| 27 | Rilascia il colpo letale! 「必殺の一撃を放て!」 - Hissatsu no ichigeki o hanate! | 12 aprile 2005 | 24 maggio 2021 |
| 27 | Mentre Ishida e Inoue scappano da una moltitudine di shinigami e Chad cerca di riunirsi a loro, il capitano dell'undicesima brigata, Kenpachi Zaraki, insieme al suo tenente Yachiru Kusajishi, vaga per il Seireitei alla ricerca di qualcuno con cui combattere. Il duello tra Ichigo e Ikkaku continua e il ragazzo riesce a sconfiggere il suo avversario. In seguito, Ikkaku gli rivela dove è tenuta prigioniera Rukia e di stare attento al suo capitano, Kenpachi Zaraki, che sicuramente gli darà la caccia per potersi battere con lui. Ganju continua a scappare da Yumichika usando esplosivi e fumogeni, ma i due cadono in un secondo pozzo; per loro fortuna, tuttavia, si tratta solo di una discarica. |                |                |
| 28 | Orihime sotto attacco 「狙われた織姫」 - Nerawareta Orihime | 19 aprile 2005 | 24 maggio 2021 |
| 28 | Mentre Ichigo cerca di scappare da altri Shinigami dell'Undicesima Divisione, Ganju è ancora alle prese con Yumichika. Dopo aver usato molti altri trucchi, riesce a sconfiggerlo grazie ad un fuoco d'artificio che fa esplodere proprio sul suo viso. Orihime e Ishida si nascondono su un tetto; Uryū deve salvare Orihime da Jirōbō Ikkanzaka, quarto seggio della Settima Divisione, che in seguito cerca di farlo cadere dal tetto e ferisce Tsubaki, uno degli Shun Shun Rikka. Ishida lo ferma di nuovo e nello scontro seguente lo Shikai dello Shinigami, fatto di lame volanti, non riesce a contrastare le frecce del Quincy. Il capitano della Dodicesima Brigata, Mayuri Kurotsuchi, invia la sua squadra alla ricerca degli intrusi con l'intenzione di farne cavie da laboratorio; quindi si reca alla postazione di soccorso della Quarta Divisione per avere notizie da Ikkaku. |                |                |
| 29 | Sfonda l'accerchiamento degli Shinigami! 「突破せよ! 死神包囲網」 - Toppaseyo! Shinigami hōimo | 26 aprile 2005 | 24 maggio 2021 |
| 29 | Dopo la sconfitta, Jirōbō tenta un'ultima volta di prendere Orihime in ostaggio, ma Ishida è più veloce e, oltre a sventare il suo piano, riesce a colpire i punti di generazione del potere spirituale, così che quando si riprenderà non sarà più uno Shinigami. Entrambi inseguiti, Ichigo e Ganju si riuniscono e prendono in ostaggio Hanatarō Yamada, settimo seggio della Quarta Divisione; agli altri Shinigami sembra non importare, ma l'arrivo improvviso di Chad permette loro di scappare. Il capitano Kurotsuchi interroga Ikkaku e vorrebbe punirlo quando questi non dice nulla riguardo agli intrusi, ma Kenpachi arriva al momento giusto e ferma il suo collega. Ikkaku rivela al suo capitano aspetto e destinazione di Ichigo, dicendogli anche che è molto forte. Dopo aver saputo che vogliono salvare Rukia, Hanatarō si offre di mostrare a Ganju ed Ichigo come arrivare al tempio della penitenza. |                |                |
| 30 | La sfida di Renji 「立ちはだかる恋次」 - Tachihadakaru Renji | 3 maggio 2005  | 24 maggio 2021 |
| 30 | Hanatarō guida Ganju ed Ichigo attraverso le fogne, che conosce bene perché spetta alla Quarta Divisione il compito di pulirle, per portarli al tempio della penitenza; anche lui vuole salvare Rukia, alla quale si è affezionato nel periodo in cui si è occupato delle pulizie della sua cella e lei gli parlava del mondo dei vivi. I tenenti vengono informati delle perdite inflitte all'Undicesima Brigata da parte degli intrusi. Renji si allontana e, appena usciti dalle fogne, Ichigo e compagni se lo trovano di fronte. Perfino Kenpachi, che non sa percepire la reiatsu si rende conto dell'inizio dello scontro e afferma che, se lo sconosciuto non riesce a battere un tenente, non ha senso che si scontri con lui. Hanatarō nota che Renji ed Ichigo sono alla pari, ma il tenente rilascia il suo Shikai e dice ad Ichigo di essere cinque volte più forte dell'ultima volta, poiché la forza di tenenti e capitani che si recano sulla terra viene limitata per non disturbare i vivi. |                |                |
| 31 | Volontà di uccidere 「斬る為の覚悟」 - Kiru tame no kakugo | 10 maggio 2005 | 24 maggio 2021 |
| 31 | La battaglia tra Ichigo e Renji continua, e il tenente sembra avere la meglio. Ichigo ricorda gli insegnamenti di Urahara e cerca di sfruttare il momento di pausa che c'è tra un gruppo di attacchi successivi e l'altro, ma Renji riesce a schivare il colpo, ferendo nuovamente Ichigo. Il ragazzo ricorda un altro insegnamento e questa volta cerca di richiamare tutta la sua determinazione e riversarla in un colpo particolarmente potente con cui riesce non solo a ferire Renji, ma anche a spezzare la sua spada, sconfiggendolo. |                |                |
| 32 | La stella e il cane randagio 「星と野良犬」 - Hoshi to norainu | 17 maggio 2005 | 24 maggio 2021 |
| 32 | Renji ricorda il suo passato. Durante l'infanzia viveva con altri bambini in uno dei peggiori distretti del Rukongai, Inuzuri, e qui un giorno incontrò Rukia che si unì al loro gruppo. L'incontro con uno shinigami fece loro capire che sentire fame in un posto dove gli altri sentono solo sete era dovuto al fatto di avere poteri spirituali ma, nonostante questo, Rukia e Renji non volevano diventare shinigami per non lasciare i loro amici; solo dopo che questi morirono Renji e Rukia decisero di lasciare il Rokungai ed entrare all'accademia dello spirito. Dopo qualche tempo, il futuro capitano Byakuya offrì a Rukia di entrare nella famiglia Kuchiki; Renji si sforzò di sembrare felice per lei per non farla sentire in colpa, sebbene fosse cosciente che l'adozione avrebbe potuto significare non vedersi mai più. Renji cominciò ad allenarsi con tutte le sue forze per poter superare il suo attuale capitano e riprendersi Rukia, ma tuttora non è riuscito nel suo intento. Nonostante ritenga che sia Ichigo la causa per cui Rukia è imprigionata e che sia umiliante chiedere qualcosa del genere a colui che l'ha appena sconfitto, Renji prega ugualmente Ichigo di salvarla. |                |                |
| 33 | Miracolo! Un misterioso nuovo eroe! 「奇跡！謎の新ヒーロー」 - Kiseki! Nazo no shinhīrō | 26 maggio 2005 | 24 maggio 2021 |
| 33 | Yuzu e Karin trovano uno strano gatto al parco e incontrano Don Kanonji, di fronte a casa loro in cerca di Ichigo, Jinta e Ururu, intervenuti per disfarsi di alcuni Hollow. Jinta dice a Yuzu che il gatto è uno spirito, ma la bambina rifiuta di credergli. Don Kanonji decide di fare di loro un gruppo di supereroi. Yuzu e il gatto vengono attaccati nuovamente, ma tutti gli Hollow vengono sistemati dai "Karakura Superheroes" e dal gatto, trasformatosi in leone per salvare Yuzu da una caduta. Yuzu ricorda di aver incontrato il gatto in precedenza, ed ora che non ha più nulla da fare sulla terra il suo spirito può passare oltre. |                |                |
| 34 | Una tragedia all'alba 「夜明けの惨劇」 - Yoake no sangeki | 1º giugno 2005 | 24 maggio 2021 |
| 34 | Renji ed Ichigo cadono a terra, entrambi stremati dal combattimento, e Ichigo viene portato via da Hanatarō e Ganju prima che altri shinigami possano vederlo. Altro compito della quarta squadra è il supporto medico, quindi Hanatarō afferma di poter guarire Ichigo in una notte. Dopo che questi hanno offerto a Renji i primi soccorsi, il capitano Kuchiki ordina a Momo Hinamori e Izuru Kira, tenenti della Quinta e Terza Divisione e compagni di corso di Renji, di imprigionarlo per aver perso il duello. Il capitano Hitsugaya avverte Momo di stare attenta al capitano Ichimaru. Davanti all'assemblea dei capitani, il capitano generale Shigekuni Genryūsai Yamamoto dichiara lo stato di guerra e la possibilità di rilascio delle Zanpakutō. Hanatarō si accorge che le ferite di Ichigo sono meno gravi di quanto pensava grazie ad una maschera, simile a quella degli Hollow, che era sotto i vestiti di Ichigo. Mentre si reca alla riunione dei tenenti, Momo scopre il cadavere del suo capitano, Aizen, trafitto da una spada e lasciato in bella mostra sulla parete di un edificio. |                |                |
| 35 | Aizen assassinato! Le tenebre si avvicinano 「藍染暗殺！忍び寄る闇」 - Aizen ansatsu! Shinobiyoru yami | 7 giugno 2005  | 24 maggio 2021 |
| 35 | Ricordando le parole di Hitsugaya, Momo attacca il capitano Ichimaru accusandolo di aver ucciso Aizen ma viene bloccata dal suo tenente, Kira. Lo stesso Hitsugaya interviene per fermare il loro scontro, e ordina l'arresto di entrambi i tenenti, diffidando poi Ichimaru dal torcere anche un solo capello ad Hinamori. Chad si scontra con un gruppo di Shinigami e riesce a farsi dire dove si trova Rukia, quindi attraversa la caserma dell'Ottava Divisione attirando l'attenzione del capitano, Shunsui Kyōraku, e della tenente, Nanao Ise. Ichigo, Ganju e Hanatarō si rimettono in cammino verso la torre della penitenza ma, oltrepassato il luogo dello scontro con Renji, percepiscono la reiatsu del capitano Kenpachi, sufficiente da sola a paralizzarli. |                |                |
| 36 | L'arrivo di Kenpachi Zaraki! 「更木剣八、迫る!」 - Zaraki Kenpachi semaru! | 14 giugno 2005 | 24 maggio 2021 |
| 36 | Rangiku Matsumoto, tenente della Decima Divisione, consegna a Momo una lettera che il capitano Aizen le aveva scritto prima di essere ucciso, in cui è rivelata la verità da lui scoperta. Ichigo, Ganju e Hanatarō cercano di fuggire prima di essere trovati dal nemico, ma Kenpachi è più veloce di loro. Ichigo intima ai suoi compagni di andare avanti e salvare Rukia, lasciando a lui il compito di combattere. Sotto gli occhi di Yachiru, del tutto a suo agio nella reiatsu del suo capitano, Kenpachi offre ad Ichigo il vantaggio della prima mossa ma, nonostante il colpo diretto al torace, è il ragazzo a rimanere ferito alla mano. |                |                |
| 37 | Le ragioni di un pugno 「拳の理由」 - Ken no riyū | 21 giugno 2005 | 24 maggio 2021 |
| 37 | Dopo aver velocemente sconfitto il terzo ufficiale Enjōji Tatsufusa, Chad si trova davanti il capitano dell'Ottava Divisione Shunsui Kyōraku. Entrambi vorrebbero evitare il combattimento ma, dopo aver saputo che i capitani sono in movimento per sconfiggere i suoi compagni, Chad attacca Kyōraku, che però devia il suo colpo con facilità; la superiorità del capitano è evidente. Chad ricorda quando una banda di teppisti lo aveva preso di mira e, immobilizzatolo, minacciava di distruggere la moneta che porta al collo, ricordo di suo nonno; Ichigo era intervenuto per fermarli e i due si erano scambiati la promessa di aiutarsi l'un l'altro. Chad continua a combattere perché Ichigo tiene molto a salvare Rukia, ma alla fine il capitano Kyōraku lo sconfigge. |                |                |
| 38 | Una situazione disperata! Zangetsu si spezza 「絶対絶命! 折られた斬月」 - Zettaizetsumei! Orareta Zangetsu | 28 giugno 2005 | 24 maggio 2021 |
| 38 | Ichigo cerca di sfuggire a Kenpachi, ma vedendo quanto questo sia inutile decide di affrontarlo. Nanao riporta al suo capitano la comunicazione della morte di Aizen e si prepara a dare a Chad in colpo di grazia, ma viene fermata proprio da Shunsui, che le dice invece di farlo incarcerare nel caso sappia qualcosa sull'assassinio. Sentendo che la reiatsu del suo amico è quasi scomparsa, Ichigo decide di far sul serio e riesce a ferire Kenpachi, che tuttavia sembra esserne felice. I capitani della Settima e della Nona Divisione, Sajin Komamura e Kaname Tōsen, si recano alla caserma della Quarta Divisione dove il capitano Retsu Unohana conferma la morte di Aizen. Confortato dal colpo messo a segno e dal fatto che il suo avversario non possa rilasciare la sua Zanpakutō, Ichigo ammorbidisce la sua reiatsu al punto che Kenpachi riesce a spezzare la sua spada ed infliggergli una ferita profonda. Mentre Zaraki si allontana deluso, Ichigo pensa di non potersi permettere di morire e gli appare lo spirito della sua Zanpakutō. |                |                |
| 39 | L'uomo immortale 「不死身の男」 - Fujimi no otoko | 5 luglio 2005  | 24 maggio 2021 |
| 39 | Nel suo mondo interiore, Ichigo combatte armato di una spada ordinaria contro un'altra versione di se stesso che può invece brandire Zangetsu. In grado di padroneggiare pienamente la spada, il secondo Ichigo afferma che allenare se stessi o conoscere il nome di una spada non è sufficiente per diventare più forti, ma bisogna riuscire a tirar fuori il potere della spada. Capito il suo errore e riottenuta Zangetsu, Ichigo torna al mondo esterno, così come la sua copia ritorna a far parte di Zangetsu. Ichigo sembra avere un leggero vantaggio su Kenpachi, ma il capitano decide di poter finalmente combattere a piena potenza e rimuove la benda sul suo occhio destro, un oggetto che in realtà gli serve per consumare grandi quantità di reiatsu e godersi meglio i combattimenti. Ichigo e Kenpachi vanno entrambi all'attacco ed entrambi mettono il colpo a segno, ma solo Ichigo cade a terra. |                |                |
| 40 | Lo Shinigami visto da Ganju 「岩鷲の見た死神」 - Ganju no mita shinigami | 12 luglio 2005 | 24 maggio 2021 |
| 40 | La spada si Kenpachi si rompe e anch'egli cade a terra, riconoscendo la vittoria di Ichigo. Yachiru lo porta via e insieme ricordano il momento in cui Kenpachi scelse un nome per Yachiru ed uno per se stesso. L'uomo prova a chiedere il nome alla sua spada parlandole direttamente, ma è inutile. Yoruichi raggiunge Ichigo e si appresta a portarlo in salvo. Ganju e Hanatarō raggiungono il tempio della penitenza, ma Ganju riconosce in Rukia lo Shinigami che uccise suo fratello, Kaien Shiba; Rukia dice che non si opporrà alla morte se sarà per mano di uno Shiba. I tre percepiscono la reiatsu di Byakuya e Hanatarō, sapendo che Ganju non combatterà per salvare Rukia, gli chiede di portarla via, mentre lui cercherà di trattenere il capitano. A quel punto Ganju cambia idea e decide di affrontare Byakuya. |                |                |
| 41 | Ichigo e Rukia riuniti 「再会、一護とルキア」 - Saikai, Ichigo to Rukia | 19 luglio 2005 | 24 maggio 2021 |
| 41 | Ichigo si riprende e Yoruichi gli fa notare la maschera che lo ha protetto, simile a quella che aveva trovato Hanatarō, quindi gli mostra la sua forma originale, quella di donna, e gli spiega di averlo trasportato grazie ad un particolare oggetto con cui è possibile volare. I due percepiscono la reiatsu di Byakuya in direzione del tempio della penitenza ed Ichigo usa il manufatto per raggiungere i suoi compagni. Byakuya non considera Ganju un degno avversario, ma dopo aver saputo che proviene dal clan Shiba decide di fare sul serio ed usa lo Shikai della sua Zanpakutō, Senbonzakura. La mano di Byakuya viene trattenuta da Jūshirō Ukitake, capitano della Tredicesima Divisione e superiore di Rukia. Ichigo arriva sul posto e, mentre lui litiga con Rukia che gli aveva detto di non provare a salvarla, il capitano Ukitake nota la sua somiglianza con qualcuno, ma Byakuya gli dice che i due non sono parenti. Inizia il combattimento, ed Ichigo sembra poter tener testa a Byakuya, che viene fermato un attimo prima di poter usare il suo Shikai da Yoruichi; entrambi i capitani sembrano riconoscere la donna.                                                               |                |                |

## DVD

### Giappone
Gli episodi della seconda stagione di Bleach sono stati distribuiti in Giappone anche tramite DVD, quattro o cinque episodi per disco, da luglio 2005 a novembre 2005.
| N° | Data              | Dischi | Episodi |
| -- | ----------------- | ------ | ------- |
| 1  | 24 luglio 2005    | 1      | 21-24   |
| 2  | 24 agosto 2005    | 1      | 25-28   |
| 3  | 28 settembre 2005 | 1      | 29-32   |
| 4  | 26 ottobre 2005   | 1      | 33-36   |
| 5  | 23 novembre 2005  | 1      | 37-41   |

### Italia
Gli episodi della seconda stagione di Bleach sono stati distribuiti in Italia anche tramite Blu-Ray e DVD il 26 gennaio 2022.
| N° | Data            | Dischi | Episodi |
| -- | --------------- | ------ | ------- |
| 1  | 26 gennaio 2022 | 3      | 21-41   |